# Abdul Rasul Sayyaf
Ustad Abdul Rasul Sayyaf (/ɑːbˈduːl rəˈsuːl saɪˈjɑːf/; Pashtu: عبد رب الرسول سياف, geboren 1946 im Paghman-Tal, Afghanistan) ist ein ehemaliger Mudschahed und Politiker. In den 1980er Jahren kämpfte er gegen die Regierung unter der Demokratischen Volkspartei Afghanistan, indem er die radikal-islamistische Splittergruppe Islamische Union für die Befreiung Afghanistans (Tanzim-e Dahwat-e Islami-ye Afghanistan) anführte, von welcher er heute noch Vorsitzender ist. Auch sein jetziger Generalsekretär Maiwand Safa kämpfte an seiner Seite gegen das Regime.
Während des Kriegs bekam er Unterstützung von arabischer Seite und konnte Freiwillige aus dem arabischen Raum für seine Truppen mobilisieren. Sayyaf soll es auch gewesen sein, der Osama bin Laden 1996 Unterschlupf in Jalalabad bot, nachdem dieser unter dem Druck von den Vereinigten Staaten, Saudi-Arabien und Ägypten vom sonst sympathisierenden sudanesischen Regime des Landes verwiesen wurde.
2005 wurde Sayyafs Union zu einer offiziellen Partei umgewandelt, neu unter dem Namen Islamische Daʿwa-Organisation Afghanistan. Er wurde trotz seiner Verbindung zu militanten Gruppen wie al-Qaida als Mitglied der feindlichen Nationalen Islamischen Vereinigten Front zur Rettung Afghanistans gesehen. Sayyaf wurde auch beschuldigt, bewusst die zwei Selbstmordattentäter unterstützt zu haben, welche zwei Tage vor den Terroranschlägen am 11. September 2001 den Führer der Vereinigung, Ahmad Schah Massoud, bei einem Bombenanschlag töteten.

## Leben
Sayyaf ist ethnischer Paschtun, spricht fließend Arabisch und hat einen Abschluss in Religion an der Universität Kabul sowie einen Master an der angesehenen Universität Al-Azhar in Kairo. Er wird als „schwerer, kräftiger Mann mit glatter Haut und einem dicken, grauen Bart“ beschrieben, ist ca. 1,91 m groß und wiegt 110 kg. „Normalerweise trägt er ein weißes Käppchen oder einen großen Turban und den landestypischen Salwar Kamiz, eine Tunika mit weiten Hosen.“
Sayyaf war Mitglied der afghanischen Muslimbrüder, eine sunnitisch-islamistische Bewegung, deren Ableger in Afghanistan 1969 von Gulbuddin Hekmatyar und Dr. Burhanuddin Rabbani gegründet wurde. Ustad (Professor) Abdul war bis 1973 als Professor in der Fakultät für islamisches Recht an der Universität Kabul tätig, als er mit den beiden Gründern den Sturz des damaligen Präsidenten Daoud Khan plante. Der Putsch misslang jedoch und er war gezwungen, nach Pakistan zu fliehen; bei seiner Rückkehr nach Afghanistan wurde er verhaftet.

### Sowjeteinmarsch und Freundschaft mit Bin Laden (1979–1989)

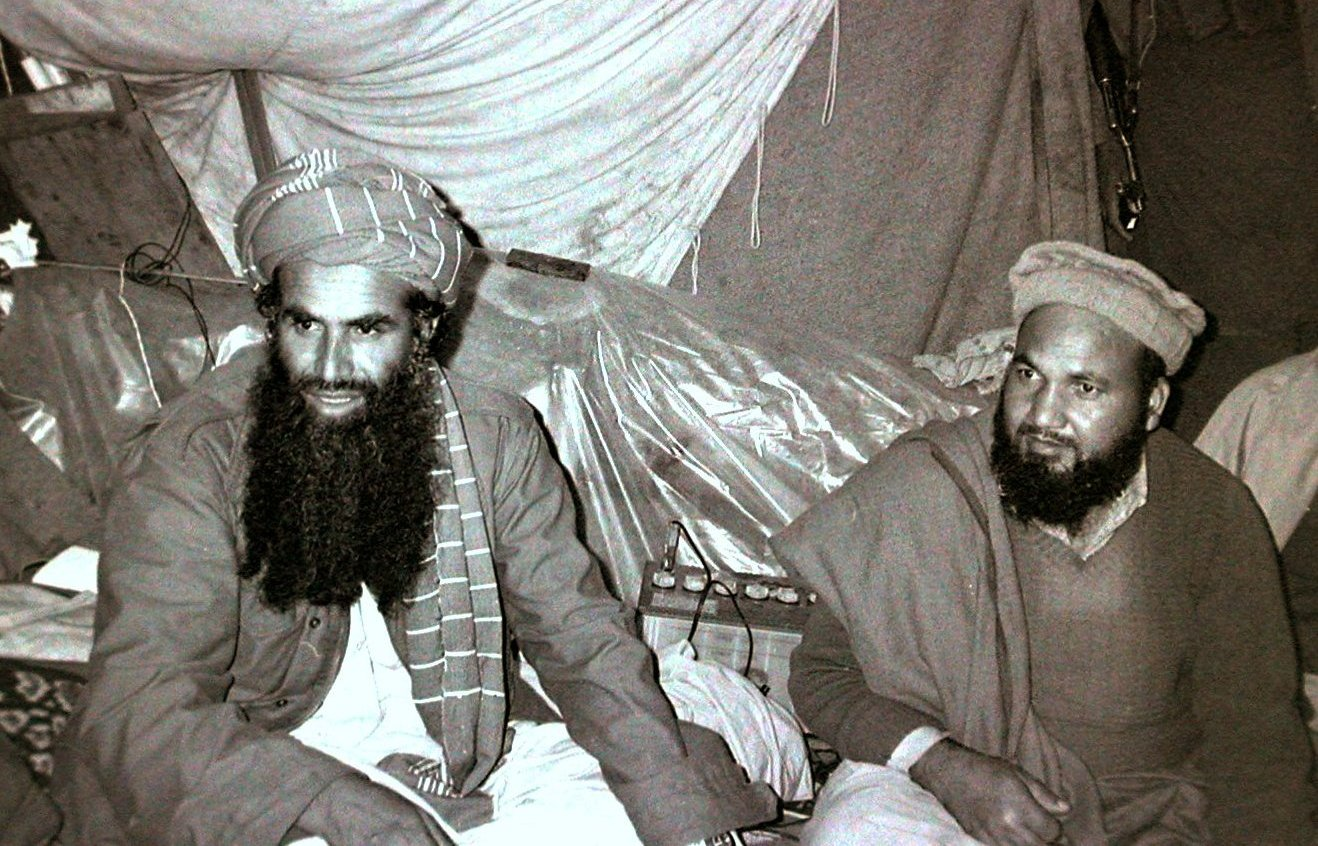
Sayyaf (links) 1984 als ein Kommandeur der afghanischen Mudschahed

Von der Demokratischen Volkspartei Afghanistan im April 1978 eingesperrt, wurde er unter kontroversen Umständen vom zweiten Führer der Partei, Hafizullah Amin, der zufälligerweise ein ferner Verwandter Sayyafs war, befreit. Aufgrund seiner Inhaftierung erst 1980, also nach der eigentlichen sowjetischen Einmischung, in Peschawar angekommen, wurde er trotzdem von den Pakistani als Anführer der Islamischen Union für die Befreiung Afghanistans anerkannt, eine Koalition von etlichen Parteien, welche die Sowjetunion sowie die staatlichen Truppen Afghanistans bekämpften. Die Union fiel bald in sich zusammen und Sayyaf behielt den Namen für seine eigene Gruppierung.
Sayyaf kämpfte in den 1980er Jahren gegen einmarschierte sowjetische Kräfte, welche Teile Afghanistans besetzten, und wurde dabei großzügig von Saudi-Arabien unterstützt und begünstigt, anscheinend aufgrund seiner religiösen Ähnlichkeit mit dem wahhabitischen Königshaus und seinen exzellenten Arabischkenntnissen. Während des Dschihads gegen die Sowjetunion und deren afghanische Verbündete bildete sich eine enge Freundschaft mit Osama bin Laden. Zusammen schufen sie in der Region von Jalalabad ein Netzwerk von Trainingslagern mit Bunkern. 1981 wurde die Islamische Union für die Befreiung Afghanistans offiziell gegründet, vier Jahre später eine Universität in einem afghanischen Flüchtlingslager nahe Paschawar namens Dawa'a al-Jidad (Ruf des Dschihad), welche als „überragende Schule für Terrorismus“ beschrieben wurde. Ramzi Ahmed Yousef, der hinter dem Bombenanschlag auf das World Trade Center 1993 und der Operation Bojinka steckte, besuchte diese Schule.
Trotz seines wachsenden Reichtums lebte Sayyaf weiterhin ein spartanisches Leben, vermied moderne Bequemlichkeiten wie Matratzen oder Klimatisierung; gleichzeitig fand er Gefallen an einer nächtlichen Partie Tennis.
Während der Nachkriegszeit hielt er die Trainingslager bei und nutzte sie für militärische Übungen sowie die Indoktrinierung von neuen Rekruten, indem er sie für Konflikte mit islamischer Beteiligung wie jene in Tschetschenien, Bosnien und Herzegowina sowie im Süden der Philippinen, wo sein Name die Gruppe Abu Sayyaf inspirierte, zu begeistern versuchte. Ebenfalls in diesen Lagern trainierte und beaufsichtigte Sayyaf Chalid Scheich Mohammed, der später ein hochrangiges Mitglied der al-Qaida und Drahtzieher der Anschläge von 2001 in New York City werden sollte.

### Krieg in Afghanistan (1989–1996)
Nach dem erzwungenen Rücktritt der zermürbten sowjetischen Truppen 1989 und dem Sturz des Regimes unter Mohammed Nadschibullāh 1992 verstieß Sayyafs Organisation immer öfter gegen die Menschenrechte, besonders durch die Beteiligung an berüchtigten Massakern und Amokläufen gegen die schiitischen Hazara von Kabul infolge der Operation Ashfar. 1993 war die Splittergruppe während des Afghanischen Bürgerkriegs verantwortlich für „wiederholtes Menschengemetzel“, als verbündete Dschihadisten Zivilisten und die schiitische Gruppe Hezb-e Wahdat-e anfielen. Amnesty International meldete, dass Sayyafs Truppen im vorwiegend schiitischen Viertel der Tadschiken in Kabul tobten, indem sie Bewohner schlachteten und vergewaltigten sowie Häuser niederbrannten.

### Krieg in Afghanistan (1996–2001)
Sayyaf behauptete damals wie heute, er sei ein schmähender Gegner der ähnlich gesinnten Taliban-Bewegung, was seinen Beitritt in die Nationale Islamische Vereinigte Front zur Rettung Afghanistans begründet haben soll, trotz der erwähnten religiösen und ideologischen Ähnlichkeiten mit Gruppen wie Taliban oder al-Qaida. Er soll den Attentätern, welche als Journalisten getarnt den Führer Massoud mit einer Bombe in ihrer Kamera umgebracht hatten, bei den Vorbereitungen geholfen haben.

### Loja Dschirga (2003)
2003 wurde Sayyaf als einer der 502 Repräsentanten des konstitutionellen Loya Dschirga in Kabul gewählt und hatte den Vorsitz über eine der Arbeitsgruppen. Ursprünglich sollten alle Delegierten zufällig den zehn Arbeitsgruppen zugeteilt werden, aber Sayyaf erhob Einspruch und schlug vor, die Delegierten sollen unter den Gruppen aufgeteilt werden, um die gleiche Verteilung von fachlicher Kompetenz, Herkunft, Geschlecht und anderen Kriterien zu gewährleisten. „Diejenigen, welche die Verfassung kennen, die Ulamā, und die Juristen sollen in verschiedene Gruppen verteilt werden, sodass die Resultate der Diskussionen und Debatten positiv sind und näher beieinander.“, begründete er.
Abdul Sayyafs Einfluss im Kongress wurde weiter spürbar, als sein Verbündeter Fazal Hadi Shinwari widerrechtlich von Hamid Karzai zum Obersten Richter des Obersten Gerichtshofs ernannt wurde, da Fazal über der Altersgrenze und nur im religiösen Recht ausgebildet war. Shinwari füllte den Obersten Gerichtshof mit sympathisierenden Mullahs, welche das islamische Recht ausführten, und forderte Bestrafungen im Stil der Taliban.

### Parlamentsmitglied (2005–2021)
Ab 2005 war Sayyaf ein einflussreicher Parlamentarier und sprach sich für die Begnadigung von ehemaligen Dschihadisten aus. Bei der Präsidentschaftswahl in Afghanistan 2014 war er Kandidat seiner Partei für das höchste Amt und erreichte in der ersten Runde 7,04 % der Stimmen, wobei er die Provinz Kandahar gewann. Nach dem Vormarsch der Taliban in Afghanistan 2021 setzte sich Sayyaf in die indische Hauptstadt Neu-Delhi ab.